# De Heideroosjes
De Heideroosjes sono stati un gruppo musicale di genere punk rock dei Paesi Bassi.
Formatosi nel 1989, era composto da Marco Roelofs (Canto e chitarra), Frank Kleuskens (chitarra), Fred Houben (basso) e Igor Hobus (batteria).

## Discografia

### Singoli ed EP
- 1992 - In Your Face! (demo autoprodotto)
- 1995 - Goede tijden, slechte tijden (Solid)
- 1996 - Klapvee (Solid)
- 1996 - Break The Public Peace (Solid)
- 1997 - Paradiso (Fairytale Records)
- 1997 - Würst & Käse (Solid)
- 1998 - Fistfuckparty At 701 (PIAS)
- 1999 - Iedereen Is Gek (Behalve Jij) (Epitaph Records)
- 1999 - Time Is Ticking Away (Epitaph Records)
- 2001 - Ik Wil Niks! (Epitaph Records)
- 2001 - Billy Broke A Bottle (Again) (Epitaph Records)
- 2003 - Damclub Hooligan (Epitaph Records)
- 2003 - Welterusten Meneer de President (digital delivery dal sito del gruppo)
- 2004 - Scapegoat Revolution (Epitaph Records)
- 2006 - United Tibet (Fairytale Records)
- 2006 - Holland Brandt (digital delivery dal sito del gruppo)
- 2007 - Lekker Belangrijk! (Fairytale Records)
- 2007 - My Funeral (Fairytale Records)
- 2009 - Doe Maar Net Alsof Je Neus Bloedt (Fairytale Records)

### Album in studio
- 1993 - Noisy Fairytales (Fairytale Records)
- 1994 - Choice for a lost generation?! (Fairytale Records)
- 1996 - Fifi (Fairytale Records)
- 1997 - Kung-Fu (Klapvee Music)
- 1999 - Schizo (Epitaph Records)
- 2001 - Fast Forward (Epitaph Records)
- 2004 - SINema (Epitaph Records)
- 2006 - Royal To The Bone (I Scream Records)
- 2007 - Chapter Eight, The Golden State (U-Sonic Records)
- 2011 - Cease-Fire (Fairytale Records)

### Album dal vivo
- 2002 - It's a Life (12,5 years live!) (Epitaph Records)
- 2019 - 30 years...Live! (Fairytale Records)

### Raccolte
- 1998 - Smile... you're dying! (Epitaph Records)
- 2009 - 20 Years: Ode & Tribute (Fairytale Records)

### Video/DVD
- 2002 - 12,5 year anniversary concert VHS (venduto esclusivamente sul sito web del gruppo)
- 2004 - Bag Full of Stories (autoprodotto)
- 2004 - 15 years of ignoring you (Fairytale Records)
- 2006 - A year in the life of… (Fairytale Records)

### Apparizioni in raccolte
- 2000 - Trillend Op M'n Benen: Doe Maar tribute (V2 Records)